# 阎立本
阎立本（601年—673年11月14日），雍州万年县（今陕西临潼）人。隋朝画家阎毗之子，阎立德之弟，母亲是北周武帝宇文邕的女儿清都公主。唐代著名画家、官员，官至右相/中书令，谥文贞。

## 生平

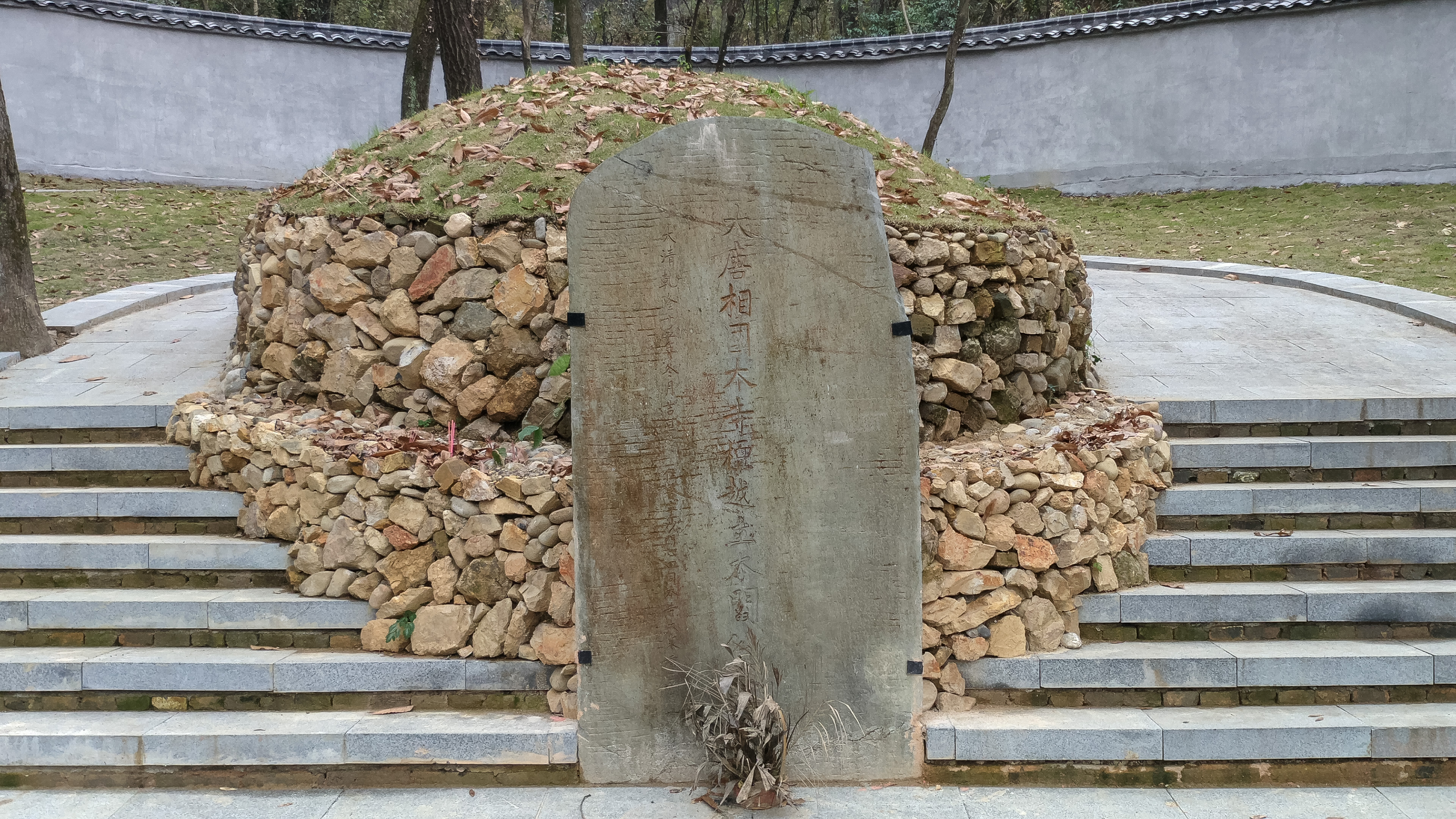
阎立本墓

貞觀年間任主爵郎中、刑部侍郎、将作少监；显庆初年升工部尚书。任工部尚书时，曾兼任河南道黜陟使。其时，推荐狄仁杰作了并州都督府法曹。總章元年（668年），以司平太常伯（工部尚书）拜右相、博陵县男。咸亨元年（670年），官职恢复旧名，为中书令。

## 绘画
他父亲阎毗和兄长阎立德都善长于绘画、工艺、建筑，阎立本亦秉承其家学，并师法张僧繇、郑法士，而能“变古通今”，传说他曾见僧繇画，寝卧对之，十日不能去。他善画人物、车马、台阁，尤擅長於肖像画与歷史人物画。他的绘画，线条刚劲有力，神采如生，色彩古雅沉着，筆觸較顧愷之細緻，人物神态刻画细致，其作品倍受当世推重，被时人列为“神品”。曾為唐太宗畫〈秦府十八學士〉、〈凌煙閣功臣二十四人圖〉等，為當時稱譽。今有〈古帝王图〉、〈职贡图〉、〈步辇图〉、〈萧翼赚兰亭图〉等相傳作品與宋摹本传世。
〈步辇图〉贞观十五年（641）唐太宗下嫁文成公主与吐蕃王松赞干布联姻事件。描绘唐太宗坐在步辇上接见迎亲使者禄东赞。重人物个性描绘，劲健的线条加以深沉的设色，多使朱砂、石绿，有时还使用金银等贵重矿物质颜料。动态较拘谨，重面部的刻画〈古帝王图〉描绘历史上十三位君王，作为"兴废之戒"。

### 画作[3]
- 《秦府十八學士》
- 《凌煙閣功臣二十四人圖》
- 《古帝王图》
- 《职贡图》
- 《步辇图》
- 《萧翼赚兰亭图》
- 《度人经》（褚遂良书字，阎立本画图）
- 《昭陵六骏》
- 《杨枝观音》[1]

## 评价
阎立本雖因善繪事而貴為右相，卻無宰相器宇，缺乏政治才幹，姜恪因战功升为左相，时人评论说：“左相宣威沙漠，右相驰誉丹青。”

## 延伸阅读
[在维基数据编辑]
 在维基文库阅读此作者作品（ 在维基共享资源阅览影像）
 《新唐書·卷100》，出自《新唐書》